# Natalia Chipilova
Natalia Chipilova, née le 31 décembre 1979 à Volgograd, est une handballeuse internationale russe.
Elle a également évolué en équipe de Russie avec laquelle elle a été championne du monde en 2005 et 2007 et médaillée d'argent aux Jeux olympiques de 2008 à Pékin.

## Palmarès

### Club
compétitions internationales
- vainqueur de la Ligue des champions en 2008 (avec Zvezda Zvenigorod)
- vainqueur de la coupe de EHF en 2012 (avec HC Lada)

compétitions nationales

### Équipe nationale
Jeux olympiques
- médaille d'argent aux Jeux olympiques de 2008 à Pékin
- 8e place aux Jeux olympiques d'été de 2012 à Londres

 championnats du monde féminin
- vainqueur du championnat du monde 2005
- vainqueur du championnat du monde 2007
- 6e place du championnat du monde 2011

 championnats d'Europe féminin
- finaliste du championnat du monde 2006